# 抚华费树蛙
抚华费树蛙（学名：Feihyla fuhua）一种分布于越南北部及中国云南、广西等地区的两栖动物，隶属于树蛙科费树蛙属。模式产地为中国云南屏边县玉屏镇前进村（原前进乡）。种加词源自四川大学华西医学中心教授杨抚华的名字，杨抚华是本种模式标本的采集人，以纪念其对两栖动物研究的做出的贡献。

## 形态特征
抚华费树蛙体型较小而窄长，体长25～28毫米。身体背部皮肤光滑，呈棕黄色，背部有一个褐色或棕红色“}{”形线纹；四肢背面有横纹；腹面为白色，满布颗粒状疣，股腹面大疣粒上有深色细点。

## 保护
本种于2023年被收录入《有重要生态、科学、社会价值的陆生野生动物名录》。